# Ридланский статут
Ридланский статут (валл. Statud Rhuddlan), также известный как Устав Уэльса (лат. Statuta Vallie) обеспечивал конституционные основы правительства королевства Северного Уэльса с 1284 по 1536 гг. Устав был принят 3 марта 1284 года и обнародован 19 марта в замке Ридлан в Северном Уэльсе, после одобрения Эдуарда I.

## Предыстория
В 1267 году английская корона признала короля Гвинеда Принцем Уэльским, вассалом английского короля. Когда отношения между Лливелином ап Грифидом и королём Эдуардом I ухудшились, принц Уэльский был объявлен мятежником. В 1282—1283 годах Эдуард захватил Уэльс. В соответствии с этим, королевство «объединилось и присоединилось» к английской короне.

## Новые округа
Ридланский статут был принят в замке Ридлан в Северном Уэльсе, одном из «железного кольца» крепостей, построенных Эдуардом I, чтобы контролировать его завоёванные земли. Он обеспечивал конституционные основы правительства «Уэльской земли», впоследствии названной «Княжество Уэльс». Устав разделил княжество на графства Англси, Мерионетшир, Карнарвоншир, и Флинтшир, которые были созданы из остатков Королевства Гвинед в Северном Уэльсе. Флинтшир был создан из районов Тегейнгл, Хоупдэйл и Маэлор-Сэснег. Оно руководилось Чеширским палатинатом.
Другие три округа были под контролем Юстициария Северного Уэльса и губернского казначейства в городе Карнарвон, в ведении Камергера Северного Уэльса, который управлял казначейством в Вестминстере. Под их властью были королевские чиновники, шерифы, коронеры и судебные приставы, собирающие налоги и вершащие правосудие. Коммоты превратились в сотни, но их границы и администрации в основном остались неизменными.